# Kozica (Vrgorac)
Kozica falu Horvátországban, Split-Dalmácia megyében.

## Fekvése
Makarskától légvonalban 16, közúton 27 km-re délkeletre, községközpontjától légvonalban 14, közúton 16 km-re északnyugatra, Közép-Dalmáciában, a Biokovo-hegység keleti lábánál az A1-es autópálya mellett fekszik. Közigazgatásilag Vrgorachoz tartozik.

## Története
Kozica területe a régészeti leletek tanúsága szerint már az ókorban is lakott volt. A térség első ismert népe az illírek egyik törzse a dalmátok voltak, akik a magaslatokon épített, jól védhető erődített településeikben laktak. Jelenlétüket számos a település határában megtalálható halomsírok igazolják. Az itt talált vas szekercét és kopját a spliti régészeti múzeumban őrzik. A rómaiak hosszú ideig tartó harcok után csak az 1. században hódították meg ezt a vidéket. Az illírek elleni 9-ben aratott végső győzelem után békésebb idők következtek, de a római kultúra csak érintőleges hatással volt erre a térségre. A horvát törzsek a 7. század végén és a 8. század elején telepedtek le itt, ezután területe a neretvánok kenézségének Paganiának a részét képezte. Kozica első írásos említése 1434-ben a kreševói oklevélben történt. A török a 15. század második felében szállta meg ezt a vidéket, mely a 18. század elején szabadult fel végleg a több mint kétszáz éves uralma alól. A török uralom után a település a Velencei Köztársaság része lett. A török uralom végével a környező településekkel együtt népesült be, a betelepülők ferences szerzetesek vezetésével főként a szomszédos Hercegovinából érkeztek. A lakosság főként földműveléssel és állattartással foglalkozott, de a határhoz közeli fekvésénél fogva eleinte még gyakran kellett részt vennie a velencei-török összecsapásokban. A plébániát 1763-ban alapította Stjepan Blašković püspök, ekkor még a mainál jóval nagyobb területen. A 19. század elejéig Rašćane egy része, 1886-ig a slivnoi plébánia egy része, 1922-ig pedig Poljica is ide tartozott. A velencei uralomnak 1797-ben vége szakadt és osztrák csapatok vonultak be Dalmáciába. 1806-ban az osztrákokat legyőző franciák uralma alá került, de Napóleon lipcsei veresége után 1813-ban újra az osztrákoké lett. 1857-ben 611, 1910-ben 1106 lakosa volt. 1918-ban az új Szerb-Horvát-Szlovén Állam, majd később Jugoszlávia része lett. Röviddel a Független Horvát Állam megalakulása után 1941. április 17-én olasz csapatok vonultak be a vrgoraci területre. 1942. június 15-én rövid időre elfoglalták a partizánok, majd visszavonultak a Biokovo-hegységbe. A partizánok által kivégzettek között meg kell említeni Ladislav Ivanković kozicai plébánost. Az olasz csapatok védelmét élvező csetnikek még ez évben a község több településén gyújtottak fel házakat és végeztek ki embereket, főleg nőket, gyermekeket és öregeket. Az anyakönyv szerint a háború alatt Kozica embervesztesége volt a térségben a legnagyobb, 225 fő. Olaszország kapitulációja után 1943-ban német csapatok szállták meg a vidéket. 1944. október 24-én a németek kivonultak és két nappal később Vrgorac környéke felszabadult. A település a háború után a szocialista Jugoszláviához került. 1991 óta a független Horvátországhoz tartozik. 2011-ben 56 lakosa volt.

## Lakosság
| Lakosság változása | Lakosság változása | Lakosság változása | Lakosság változása | Lakosság változása | Lakosság változása | Lakosság változása | Lakosság változása | Lakosság változása | Lakosság változása | Lakosság változása | Lakosság változása | Lakosság változása | Lakosság változása | Lakosság változása | Lakosság változása |
| ------------------ | ------------------ | ------------------ | ------------------ | ------------------ | ------------------ | ------------------ | ------------------ | ------------------ | ------------------ | ------------------ | ------------------ | ------------------ | ------------------ | ------------------ | ------------------ |
| 1857               | 1869               | 1880               | 1890               | 1900               | 1910               | 1921               | 1931               | 1948               | 1953               | 1961               | 1971               | 1981               | 1991               | 2001               | 2011               |
| 611                | 666                | 779                | 904                | 1.026              | 1.106              | 1.139              | 1.093              | 736                | 756                | 701                | 481                | 258                | 196                | 109                | 56                 |

## Nevezetességei
- Szent Illés próféta tiszteletére szentelt plébániatemploma[4] 1765 és 1785 között épült, 1890-ben renoválták. Homlokzatát nyolcágú kőrozetta díszíti két, félköríves záródású ablakkal. Az oromzaton kőkereszt látható. A bejárat feletti keresztet 1901-ben Krisztus születésének évfordulójára helyezték el. A templom három fa oltárát 1863-ban készítette az imotski Stipe Rako mester. A főoltáron Szent Illés faszobra áll, a mellékoltárok Szűz Mária és Szent Antal tiszteletére vannak szentelve. A liturgikus tárgyak közül említésre méltó az a régi fakereszt, melynek készítési ideje ismeretlen. A templomot 1942-ben a csetnikek felgyújtották. 1997-ig harangtorony nélkül állt, ekkor építtette az akkori plébános Jakov Viro atya a 14 méter magas kővel burkolt beton harangtornyot, melyben két harang található.

- A temetőben állt kisebb régi templomot lebontották, de boltozott apszisát meghagyták. 1977-ben a maradványokat temetőkápolnává építették át. Oltára előtt feliratos sírkő látható.

- Illír halomsírok találhatók Vuletići, Pavići, Košćel, Jujnovići, Vekići és Katići településrészeken, valamint a Šaranac-Kozica út mentén is. Kozica-Umacon történelem előtti erődítmény maradványa található. Vrutkora na Crkvini alatt középkori temető maradványai találhatók néhány ornamentikával díszített sírkővel.

- A Zagvozdot és és Vrgoracot összekötő út déli oldalán a Makarskát Kozicával összekötő út építésének részeként emelt emlékmű kőpiramisának maradványai.[5] A piramis alakú emlékművet császári koronával a tetején 1880 júniusában és júliusában Dalmácia osztrák közigazgatásának idején, az építkezés tiszteletére állították fel. A 32 km hosszú, ún. „Radić út” 1876 és 1878 között épült, és Gavril (Gabriel) Rodić báró dalmát kormányzóról nevezték el, aki nagyon elkötelezett volt az út megépítésében. Az út abból a szempontból is jelentős volt, hogy Makarskát, azaz a tengerpartot a Biokovo-hegység szikláin át kötötte össze a Dalmácia belsejében lévő főúttal, amely Zárából Dubrovnikba vezetett. Az emlékmű 1944-ben, második világháborúban súlyosan megsérült, de a fennmaradt grafikai ábrázolások szerint a piramist három kőlépcsőből álló négyszögletes alapra helyezték, amely a teteje felé lejtős profilozott alapzatban folytatódott. Ezeket a kőelemeket a mai napig megőrizték. A tövénél vastagabb kőlapokból összeállított kőkocka nyugati lapján horvát nyelvű, nagybetűs felirat volt bevésve. A kocka fölött egy profilozott kőlap, egy koszorú volt, amely hét azonos magasságú prizmából álló kőpiramist hordoz, és a tetején a császári koronával végződött. Az emlékmű felső részei nem maradtak fenn, kivéve az egyik kőlapot, amely az említett kockát alkotta. Mindazonáltal ez a dalmáciai osztrák közigazgatás jelentős, a 19. század végi emlékműve, amely e terület egyik legfontosabb útjának megépítésére emlékeztet.